# 177
El año 177 (CLXXVII) fue un año común comenzado en martes del calendario juliano, en vigor en aquella fecha.
En el Imperio romano el año fue nombrado el del consulado de Cómodo y Plaucio, o menos frecuentemente, como el 930 ab urbe condita, siendo su denominación como 177 a principios de la Edad Media, al establecerse el anno Domini.

## Acontecimientos
- Cómodo recibe el título de Augusto y asciende a la dignidad de coemperador del Imperio romano, junto con su padre, Marco Aurelio.
- Marco Aurelio ordena una persecución contra los cristianos de Roma, que se refugian en las catacumbas..
- Este año y el siguiente se reiteran las incursiones de tribus norteafricanas (mauri) en la Bética. Se producen revueltas en Lusitania.[1]